# Jordi Bonell i Deià
Jordi Bonell i Deià   (Barcelona, 3 de març de 1958 - Caldes d'Estrac, 18 de novembre de 2024) va ser un músic i guitarrista de jazz-rock i jazz fusió català i, alhora, un dels exponents de l'anomenada guitarra catalana, fusió de la música mediterrània amb el jazz i la música del món.

## Biografia
Bonell va estudiar guitarra i piano al Conservatori del Liceu i perfeccionà els coneixements musicals a The New School for Social Research de Nova York i amb el guitarrista Jim Hall. Als anys 1970 va crear, juntament amb Gato Pérez, Víctor Cortina i Rafael Zaragoza, Secta Sònica, un grup de música laietana. Més endavant, es va incorporar al grup Música Urbana i després va participar en altres projectes produïts o arranjats per Joan Albert Amargós, com Bon vent i barca nova (1978) –d'Ovidi Montllor– o Pijama de saliva (1982) –de Francesc Pi de la Serra.
També formà part del grup Bocanegra, fundat per Víctor Obiols i Pep Sales. El 1988 liderà el projecte Azúcar Imaginario. Va ser distingit com a millor guitarrista en dues ocasions, el 1993 i el 1994, de la mà de l'Associació de Músics de Jazz de Catalunya. Als anys 1990 va participar en nombroses bandes sonores per al cinema i la televisió.
Va enregistrar discos amb Lola Flores, Joan Manuel Serrat, Gato Pérez, Dyango, Moncho, Marina Rossell, Santiago Auserón i Miguel Bosé, entre d'altres; i va fer gires per tot el món. Va tocar amb artistes del món del jazz com ara Chet Baker, Marc Johnson, Archie Shepp, Jim Hall, Tim Riess, Gary Willis, Larry Willis, i amb músics com Jorge Pardo, Carles Benavent, Horacio Fumero o Chano Domínguez. Durant molts anys va ser professor al Conservatori Superior de Música del Liceu i al Taller de Músics de Barcelona.

## Discografia
- Fred Pedralbes (amb el grup Secta Sónica; Edigsa, 1976)
- Astroferia (amb el grup Secta Sónica; Edigsa, 1977)
- Azúcar Imaginario (Origen, 1988)
- Àngel (Discmedi Blau, 1998)
- Corda brava (2002)
- Agua madre (World Village, 2004)
- Duo (Jordi Bonell & Dani Pérez) (New Mood Jazz, 2004)
- Al Volver Nunca Se Vuelve (Italo Boggio Trio & Jordi Bonell) (New Mood Jazz, 2005)
- Jazz a l'Estudi (Carles Benavent & Jordi Bonell amb Roger Blàvia) (2011)
- Live in my land (Albert Marquès Trio & Jordi Bonell) (2016)
- Gemini (Jordi Gaspar, Jordi Bonell, Roger Blàvia) (Discmedi, 2016)
- Coral pulse (Temps Record, 2016)
- Musica Cordis (Jordi Bonell & Jordi Farrés)  (MoojalRecords, 2024)